# Municipio de Sterling (condado de Rice)
El municipio de Sterling (en inglés: Sterling Township) es un municipio ubicado en el condado de Rice en el estado estadounidense de Kansas. En el año 2010 tenía una población de 221 habitantes y una densidad poblacional de 1,93 personas por km².

## Geografía
El municipio de Sterling se encuentra ubicado en las coordenadas 38°14′20″N 98°14′36″O / 38.23889, -98.24333. Según la Oficina del Censo de los Estados Unidos, el municipio tiene una superficie total de 114.49 km², de la cual 113,25 km² corresponden a tierra firme y (1,08 %) 1,23 km² es agua.

## Demografía
Según el censo de 2010, había 221 personas residiendo en el municipio de Sterling. La densidad de población era de 1,93 hab./km². De los 221 habitantes, el municipio de Sterling estaba compuesto por el 94,12 % blancos, el 1,81 % eran afroamericanos, el 1,36 % eran amerindios y el 2,71 % eran de una mezcla de razas. Del total de la población el 2,26 % eran hispanos o latinos de cualquier raza.